# بني أحمد
قرية بنى أحمد هي إحدى القرى التابعة لمركز ببا في محافظة بني سويف في جمهورية مصر العربية. حسب إحصاءات سنة 2006، بلغ إجمالي السكان في بنى أحمد 5123 نسمة، منهم 2535 رجل و2588 امرأة.